# Вилюйские зори
Вилю́йские зо́ри — альманах. На страницах периодического издания регулярно излагается общественная, творческая жизнь Западной Якутии, публикуются литературные произведения мирнинцев, репродукции художников, воспоминания ветеранов алмазной отрасли, исторические материалы.

## История
Начал издаваться в 1995 году. Основан Мэри Софианиди, писателем и общественным деятелем Западной Якутии. Мери Михайловна внесла значительный вклад в культуру региона: организовала названное в честь алмазоносной руды, литературное творческое объединение «Кимберлит», активно и много работала с молодыми авторами, вела многогранную общественную деятельность, пропагандировала якутскую культуру. Много сил отдала увековечиванию памяти первопроходцев «алмазного края». Осуществляла издательские проекты, принимая участие в них как автор, составитель.
Стала первым главным редактором альманаха «Вилюйские зори».
Альманах рассчитан на читателя, интересующегося жизнью Западной Якутии — алмазоносной провинции Республики Саха, его функция, освещение событий связанных с Мирнинским районом, компанией «АЛРОСА», публикации литературно-художественного творчества мирнинцев: стихотворения, проза, публицистика. Также на цветных вклейках альманаха печатаются репродукции местных художников, фотографии Мирного.
В разное время с альманахом сотрудничали такие авторы, как Валентин Венделовский, Евгений Шлионский, Джемс Саврасов, Александр Толстов.
Тираж номера в среднем составляет 1 тыс. экземпляров.
За время существования не раз менялся дизайн и формат. На начало 1998 года формат был 70×100 1/16. Данный формат используется и сейчас. С 1999 по 2001 формат временно был 84×108 1/16. Количество полос от 120 до 300, объём цветных вклеек от 8 до 16 полос. Альманах печатался в г. Мирном, г. Новосибирске. С 2000 года было принято решение выпускать альманах со сплошной УФ-лакировкой обложки, а позже — сплошной глянцевой ламинацией, что выигрышно сказалось как на внешнем виде издания, так и на его практических качествах: обложка стала более износостойкой, что продлило «жизнь» изданию в домашних и общественных библиотеках.

## Редакционный совет
В разное время в составе редакционной коллегии альманаха работали представители руководства компании «АЛРОСА», руководители Мирнинского района, Управления культуры Мирнинского района, литераторы, сотрудники алмазодобывающей отрасли:
- Г. И. Борис
- Е. И. Борис
- И. П. Бреус
- О. Н. Гречаник
- К. Х. Конобулова
- В. Ф. Кривонос
- М. И. Лелюх
- А. Я. Лонкунова
- М. Г. Михайлова
- С. В. Москвитин
- О. В. Омукчанова
- И. Я. Павленко
- А. Т. Попов
- Г. Р. Степанова
- А. В. Толстов
- Р. Н. Юзмухаметов
- Е. С. Шишигин
- Л. С. Шишкова

## Главные редакторы
- Мэри Софианиди (1995—2015)
- Сергей Москвитин (2015—2024)
- Ирина Бреус (2024 — настоящее время)